# 两河口站
两河口站是位于重庆市綦江县石林镇的一个铁路车站，邮政编码401438。车站建于1959年，有川黔铁路经过该站，车站及其上下行区间均已电气化，距离重庆站133公里。本站隶属成都铁路局重庆车务段，客运业务于2010年停办，现仅办理货运业务，是四等站。